# 明斯克足球俱樂部
明斯克足球俱樂部是一家白俄羅斯明斯克的足球俱樂部。主場位於明斯克足球俱乐部球场，參加白俄羅斯足球超級聯賽。

## 荣誉
白俄羅斯足球超級聯賽
- 季军 (1)：2010

白俄羅斯盃
- 冠军 (1)：2013
- 亚军 (1)：2012

## 外部連結
- Official website （页面存档备份，存于）
- Page at UEFA.com （页面存档备份，存于）
- Site supporters FC Minsk （页面存档备份，存于）